# Marie-Michèle Gagnon
Pour les articles homonymes, voir Gagnon.
Marie-Michèle Gagnon, née le 25 avril 1989 à Lac-Etchemin (Québec), est une skieuse alpine canadienne,.

## Biographie
Originaire de Lac-Etchemin, Gagnon a appris à skier au Mont Orignal. Elle fait ses débuts en Coupe du monde lors du slalom géant de La Molina le 13 décembre 2008. Elle marque ses premiers points moins de deux mois après avec une neuvième place le 25 janvier 2009 à Cortina d'Ampezzo, puis une huitième place le 7 mars 2009 à Ofterschwang. Cette saison 2008-2009 la voit également remporter la Coupe nord-américaine de slalom géant ainsi que son classement général.
Elle participe aux Jeux olympiques de Vancouver en février 2010 dans les épreuves du slalom (31e) et du slalom géant (21e).
Le 10 mars 2012 elle se classe troisième du slalom d’Åre, décrochant ainsi son premier podium de coupe du monde. À la fin de la saison elle intègre pour la première fois le top dix d’un classement de Coupe du monde, avec une dixième place (248 points) au classement de slalom.
Le 12 janvier 2014, elle signe sa première victoire en Coupe du monde lors du super combiné d'Altenmarkt-Zauchensee. Cette victoire lui assure également la première place du classement de la discipline puisque le seul autre super combiné prévu de la saison, à Crans-Montana, est annulé. Cette première place n’est néanmoins pas synonyme de globe de cristal puisqu’il n’est plus attribué depuis la saison 2012-2013. Elle termine la saison 2013-2014 de Coupe du monde à la treizième place au classement général avec 521 points, alors son meilleur résultat, et en marquant des points dans les cinq disciplines.
En février 2014, elle participe par ailleurs à ses deuxièmes Jeux olympiques à Sotchi où sa meilleure performance est une neuvième place au slalom, obtenue malgré une blessure à l’épaule survenue lors d’une chute dans la manche de slalom du super-combiné olympique.
En 2015, en marge de sa saison sportive, Marie-Michèle Gagnon devient l’égérie de la marque de chaussures de ski Lange.
Lors de la saison 2015-2016, notamment grâce à une 3e place lors du slalom de Crans-Montana et une victoire lors du combiné de Soldeu elle bat son record de points (518) mais pas son meilleur classement au général : seizième contre une treizième place deux ans auparavant. L'hiver suivant, La Canadienne ne monte sur aucun podium, son résultat étant quatrième du combiné alpin de Crans Montana, qui a suivi sa sixième place dans cette même épreuve aux Championnats du monde de Saint-Moritz.
Le 30 novembre 2017, moins de trois mois avant les jeux olympiques elle se blesse lors de l'entraînement de la première descente de la saison à Lake Louise. Comme avant les Jeux de Sotchi quatre ans plus tôt, elle se luxe l'épaule gauche, mais cette fois-ci se rompt également le ligament croisé antérieur du genou droit et met un terme à sa saison à peine entamée,.
De retour sur la scène internationale en 2018-2019, elle inscrit de nouveau des points rapidement pour la Coupe du monde, arrivant notamment treizième du slalom géant de Killington, puis sixième du super G de Saint-Moritz.
Fin 2020, Gagnon obtient son meilleur résultat en descente, dixième à Val d'Isère.
En janvier 2021, Gagnon renoue avec le podium dans la Coupe du monde cinq ans après son dernier en terminant troisième du super G de Garmisch-Partenkirchen, remporté par Lara Gut. Devançant notamment Sofia Goggia, il s'agit de son premier podium dans cette spécialité. Ensuite dans la même discipline, elle se place sixième aux Championnats du monde à Cortina d'Ampezzo.

## Vie privée
Elle a pour petit-ami le skieur américain Travis Ganong.

## Palmarès

### Jeux olympiques d'hiver
| Épreuve / Édition | Descente | Super G | Slalom géant | Slalom | Combiné |
| JO 2010 Vancouver | —        | —       | 21e          | 31e    | —       |
| JO 2014 Sotchi    | —        | Abandon | Abandon      | 9e     | Abandon |

Légende :
- — : Marie-Michèle Gagnon n'a pas participé à cette épreuve

### Championnats du monde
| Épreuve / Édition                    | Descente | Super G | Slalom géant | Slalom  | Super combiné |
| ------------------------------------ | -------- | ------- | ------------ | ------- | ------------- |
| Mondiaux 2009 Val-d'Isère            | -        | -       | Abandon      | Abandon | -             |
| Mondiaux 2011 Garmisch-Partenkirchen | -        | 22e     | 23e          | Abandon | Abandon       |
| Mondiaux 2013 Schladming             | -        | -       | 8e           | 13e     | -             |
| Mondiaux 2015 Beaver Creek           | -        | Abandon | 23e          | 10e     | Abandon       |
| Mondiaux 2017 Saint-Moritz           | -        | 19e     | 20e          | 20e     | 6e            |
| Mondiaux 2019 Åre                    | 32e      | 21e     | 23e          | -       | 14e           |
| Mondiaux 2021 Cortina d'Ampezzo      | 13e      | 6e      |              |         | abandon       |

### Coupe du monde
- Meilleur classement général : 13e en 2014.
- 5 podiums (2 en slalom, 2 en combiné et 1 en super G), dont 2 victoires.

#### Détail des victoires
| Édition / Épreuve | Combiné    | Total |
| 2014              | Altenmarkt | 1     |
| 2016              | Soldeu     | 1     |
| Total             | 2          | 2     |

#### Classements en Coupe du monde
| Saison / Épreuve | Saison / Épreuve | Général | Général | Descente | Descente | Super G | Super G | Slalom géant | Slalom géant | Slalom | Slalom | Combiné | Combiné |
| ---------------- | ---------------- | ------- | ------- | -------- | -------- | ------- | ------- | ------------ | ------------ | ------ | ------ | ------- | ------- |
| Saison / Épreuve | Saison / Épreuve | Class.  | Points  | Class.   | Points   | Class.  | Points  | Class.       | Points       | Class. | Points | Class.  | Points  |
| 2009             | 2009             | 73e     | 63      | -        | -        | -       | -       | 35e          | 31           | 33e    | 32     | -       | -       |
| 2010             | 2010             | 103e    | 21      | -        | -        | -       | -       | -            | -            | 43e    | 21     | -       | -       |
| 2011             | 2011             | 29e     | 225     | -        | -        | 49e     | 5       | 16e          | 87           | 22e    | 85     | 15e     | 48      |
| 2012             | 2012             | 21e     | 373     | -        | -        | 44e     | 5       | 26e          | 75           | 10e    | 248    | 12e     | 45      |
| 2013             | 2013             | 21e     | 349     | -        | -        | 32e     | 25      | 23e          | 104          | 17e    | 143    | 4e      | 77      |
| 2014             | 2014             | 13e     | 521     | 51e      | 2        | 19e     | 66      | 19e          | 121          | 6e     | 232    | 1re     | 100     |
| 2015             | 2015             | 28e     | 279     | -        | -        | 31e     | 29      | 34e          | 19           | 11e    | 186    | 5e      | 45      |
| 2016             | 2016             | 16e     | 598     | -        | -        | 44e     | 8       | 14e          | 174          | 11e    | 271    | 4e      | 145     |
| 2017             | 2017             | 14e     | 452     | -        | -        | 30e     | 44      | 15e          | 156          | 15e    | 152    | 7e      | 100     |
| 2018             | 2018             | 86e     | 40      | -        | -        | -       | -       | 37e          | 14           | 38e    | 26     | -       | -       |
| 2019             | 2019             | 46e     | 167     | -        | -        | 23e     | 77      | 24e          | 70           | -      | -      | 13e     | 20      |
| 2020             | 2020             | 63e     | 95      | 30e      | 49       | 37e     | 27      | 49e          | 3            | -      | -      | 27e     | 16      |

### Championnats du Canada
- 2019 : Mont Édouard
  -  Vainqueur en slalom géant.

- 2017 : Tremblant
  -  Deuxième en slalom.
- 2016 : Whistler
  -  Vainqueur en super G.
  -  Vainqueur en slalom.
  -  Vainqueur en slalom géant.
- 2014 : Whistler, BC
  -  Vainqueur en slalom.
  -  Deuxième en slalom géant.

- 2013 : Whistler, BC
  -  Deuxième en descente.
  -  Vainqueur en super G.
  -  Vainqueur en slalom.
  -  Vainqueur en slalom géant.

- 2012 : Mont-Ste-Anne, Québec
  -  Vainqueur en slalom. (N.B.: Toutes les autres épreuves ont été annulées à cause de la météo.)

- 2011 : Nakiska, Alberta
  -  Vainqueur en slalom.
  -  Vainqueur en slalom géant.
  -  Troisième en super G.
  -  Vainqueur en super-combiné (super G + slalom).

- 2010 : Nakiska
  -  Vainqueur en slalom.
  -  Vainqueur en super-combiné (super G + slalom).

- 2009 : Mont Sainte-Anne, Le Massif
  -  Vainqueur en super-combiné (super G + slalom).
  -  Deuxième en slalom.

- 2007 : Whistler
  -  Troisième en slalom géant.
  -  Troisième en super G.

### Coupe nord-américaine
- 16 victoires au total.

- Saison 2009-2010 : 2 médailles d'or, 1 médaille d'argent, 2 médailles de bronze
  -  3e du classement général du slalom géant

- Saison 2008-2009 : 4 médailles d'or, 2 médailles d'argent, 1 médaille de bronze
  -  Remporte le classement général
  -  Remporte le classement général du slalom géant

- Saison 2006-2007 : 2 médailles d'or, 1 médaille de bronze
  -  2e du classement général du slalom géant

### Coupe d'Europe
- 2 podiums.

## Distinctions
- Médaille de l'Assemblée nationale, 2010[14]